# Karl Abraham von Zedlitz

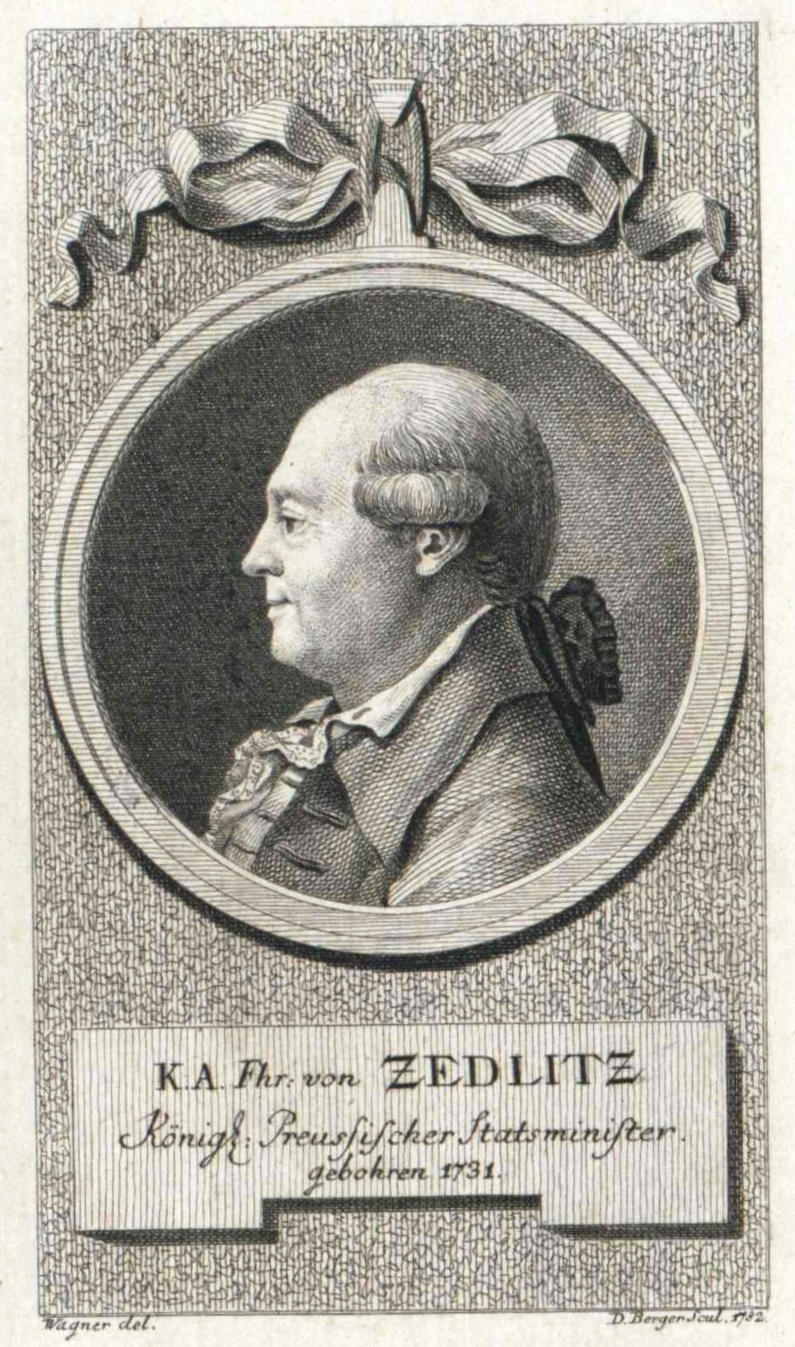
Karl Abraham von Zedlitz, gravure de Daniel Berger d'après Wagner (1782)

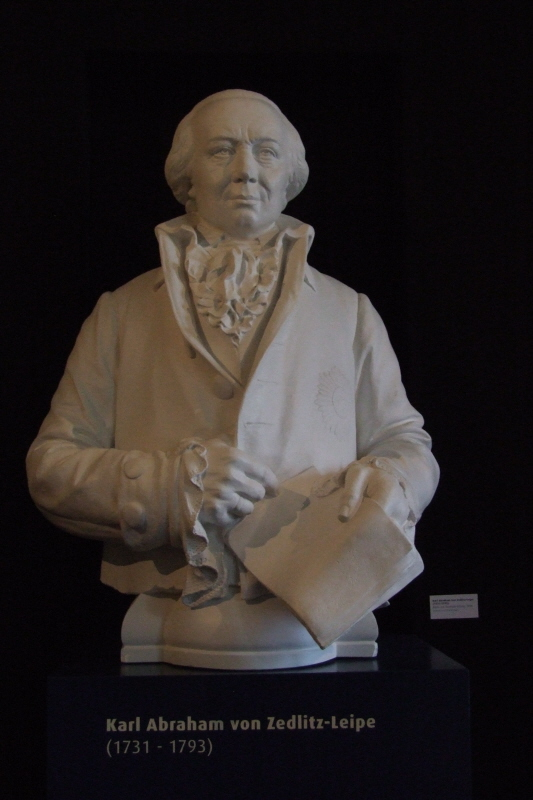
Buste du château de Reckahn

Karl Abraham baron von Zedlitz und Leipe (né le 4 janvier 1731 à Schwarzwaldau, principauté de Schweidnitz et mort le 18 mars 1793 dans son manoir de Kapsdorf, arrondissement de Breslau) est un ministre prussien.

## Biographie
Ses parents sont l'administrateur de l'arrondissement de Schweidnitz Karl Sigismund von Zedlitz (de) (mort en 1756) et son épouse Eva von Czettritz. Après sa formation à l'académie de chevalerie de Brandebourg-sur-la-Havel, Zedlitz entre dans la fonction publique en 1755 en tant que stagiaire au tribunal de chambre, devient conseiller principal du gouvernement à Breslau en 1759, président du gouvernement de Silésie en 1764, ministre secret de l'État et de la Justice en 1770 et, en plus du département criminel, reçut en 1771 tout le département spirituel de l'église. et des fournitures scolaires.
En tant que disciple de la philosophie de Kant, il promeut l'enseignement primaire et assure une libre circulation intellectuelle dans les écoles secondaires et les universités. Il introduit l'actuel Abitur, inspiré des expériences pratiques de Meierotto (de).
Comme Frédéric II exige qu'il punisse les juges de chambre impliqués lors du procès Arnold en 1779, Zedlitz refuse fermement et encourt pendant quelque temps la disgrâce du roi.
En 1788, il perd le département spirituel, qui est confié à Johann Christoph von Wöllner, et est démis de ses fonctions en 1789. Au cours de ces deux années 1788 et 1789, il est directeur de l'Académie de chevalerie de Liegnitz.
Zedlitz meurt le 18 mars 1793 dans son manoir de Kapsdorf et est enterré à Wüstewaltersdorf. En 2009, ses restes sont découverts dans l'église de Wüstewaltersdorf. En 2014, des chercheurs ont pu le confirmer grâce à des années de recherche.

## Famille
Karl Abraham von Zedlitz se marie avec Christiane von Schickfuß (de) (née le 11 avril 1746 et morte le 7 octobre 1799) de Rankau. De ce mariage nait un fils :
- Heinrich (né le 23 juillet 1781 et mort le 5 février 1835) marié avec Karoline Friederike Wilhelmine von Paczensky und Tenczin (de) (née le 4 septembre 1780), fille deKarl Heinrich von Paczensky und Tenczin (de)